# Býkov (Býkov-Láryšov)
Býkov (německy Pickau, polsky Byków) je východní část obce Býkov-Láryšov v okrese Bruntál. Od roku 1781 se zde nachází farní kostel Panny Marie Karmelské
Býkov je také název katastrálního území o rozloze 9,08 km². V katastrálním území Býkov leží i Láryšov.

## Historie
První písemná zmínka o obci pochází z roku 1238.

## Vývoj počtu obyvatel
Počet obyvatel Býkova podle sčítání nebo jiných úředních záznamů:
| Rok            | 1869 | 1880 | 1890 | 1900 | 1910 | 1921 | 1930 | 1950 | 1961 | 1970 | 1980 | 1991 | 2001 |
| -------------- | ---- | ---- | ---- | ---- | ---- | ---- | ---- | ---- | ---- | ---- | ---- | ---- | ---- |
| Počet obyvatel | 325  | 322  | 315  | 298  | 293  | 313  | 290  | 181  | 193  | 216  | 174  | 135  | 114  |

V Býkově je evidováno 59 adres, vesměs čísla popisná (trvalé objekty). Při sčítání lidu roku 2001 zde bylo napočteno 54 domů, z toho 30 trvale obydlených.

## Pamětihodnosti
- Kostel Panny Marie Karmelské stojí při hlavní komunikaci. Kostel je kulturní památkou ČR.[7]

## Galerie

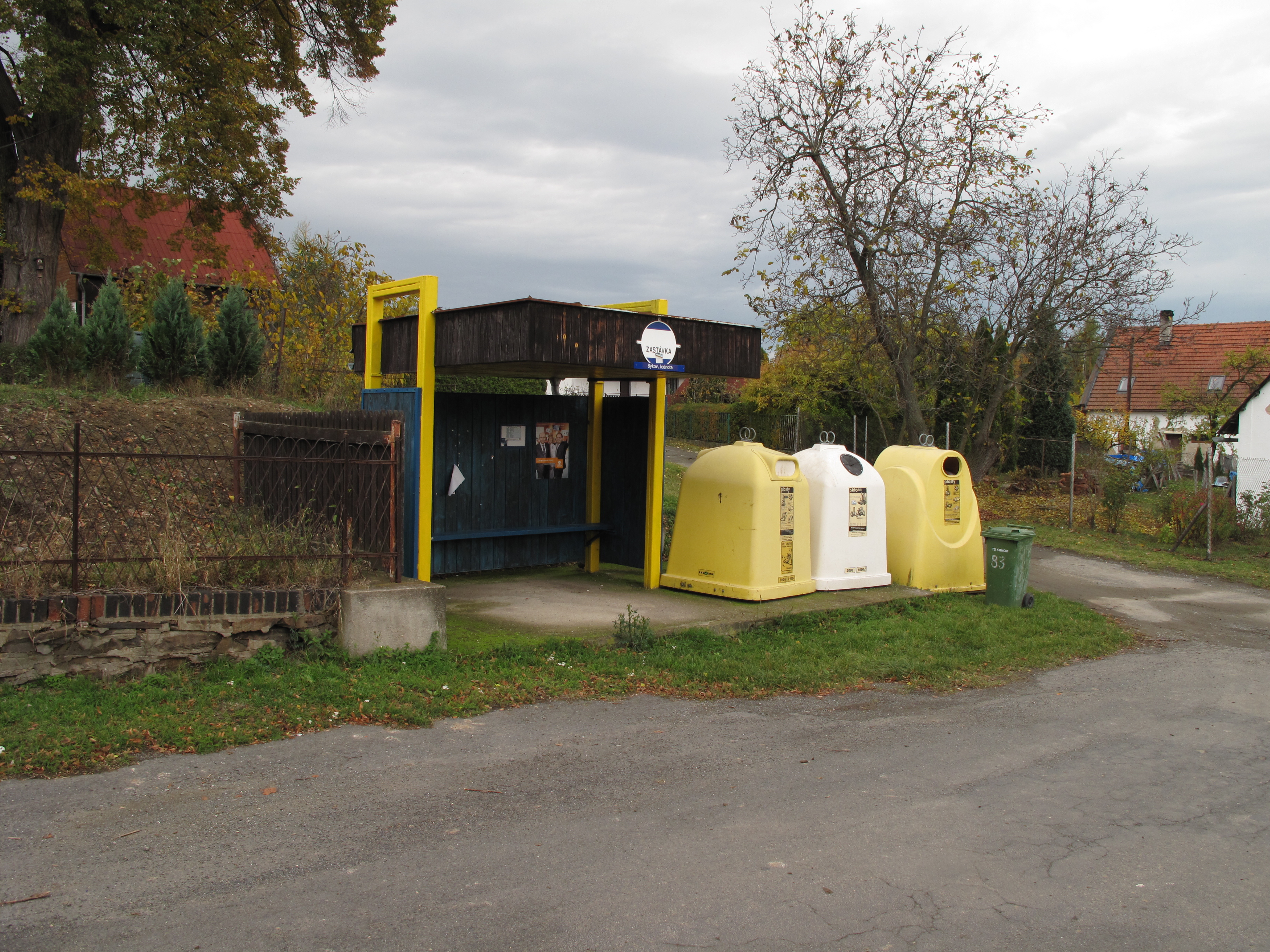
Autobusová zastávka
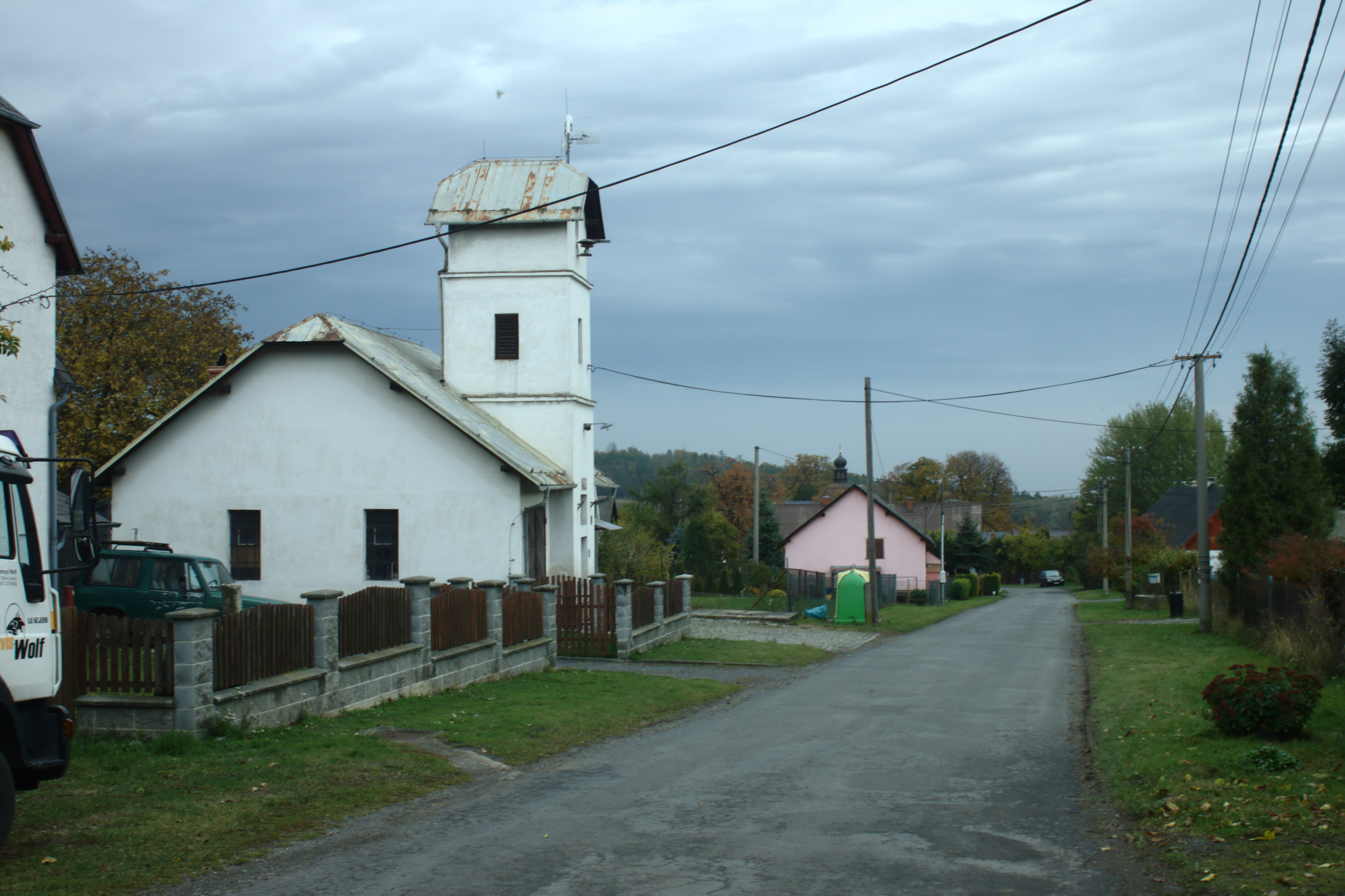
Cesta
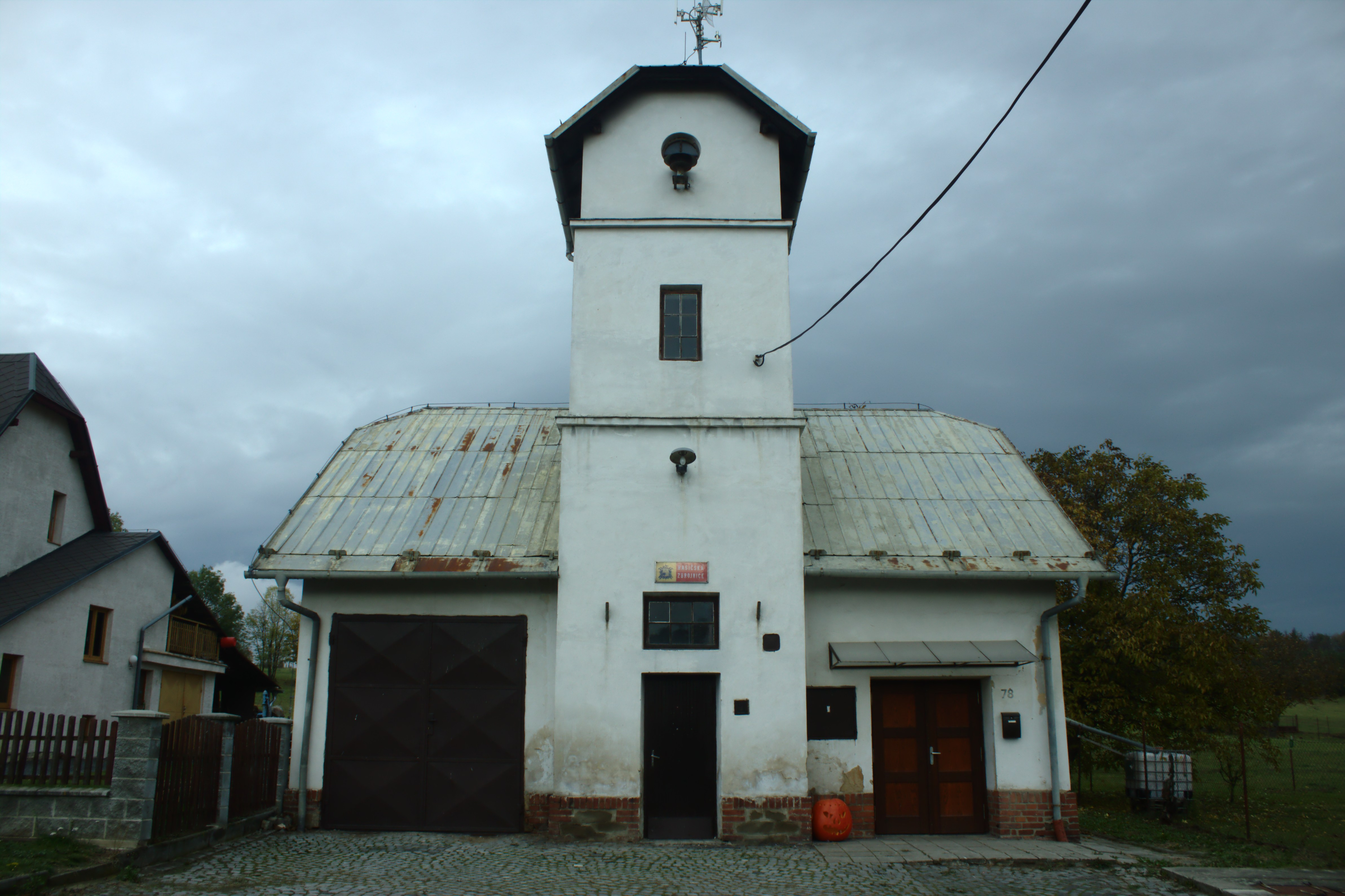
Hasičská zbrojnice